# Puerto Píritu

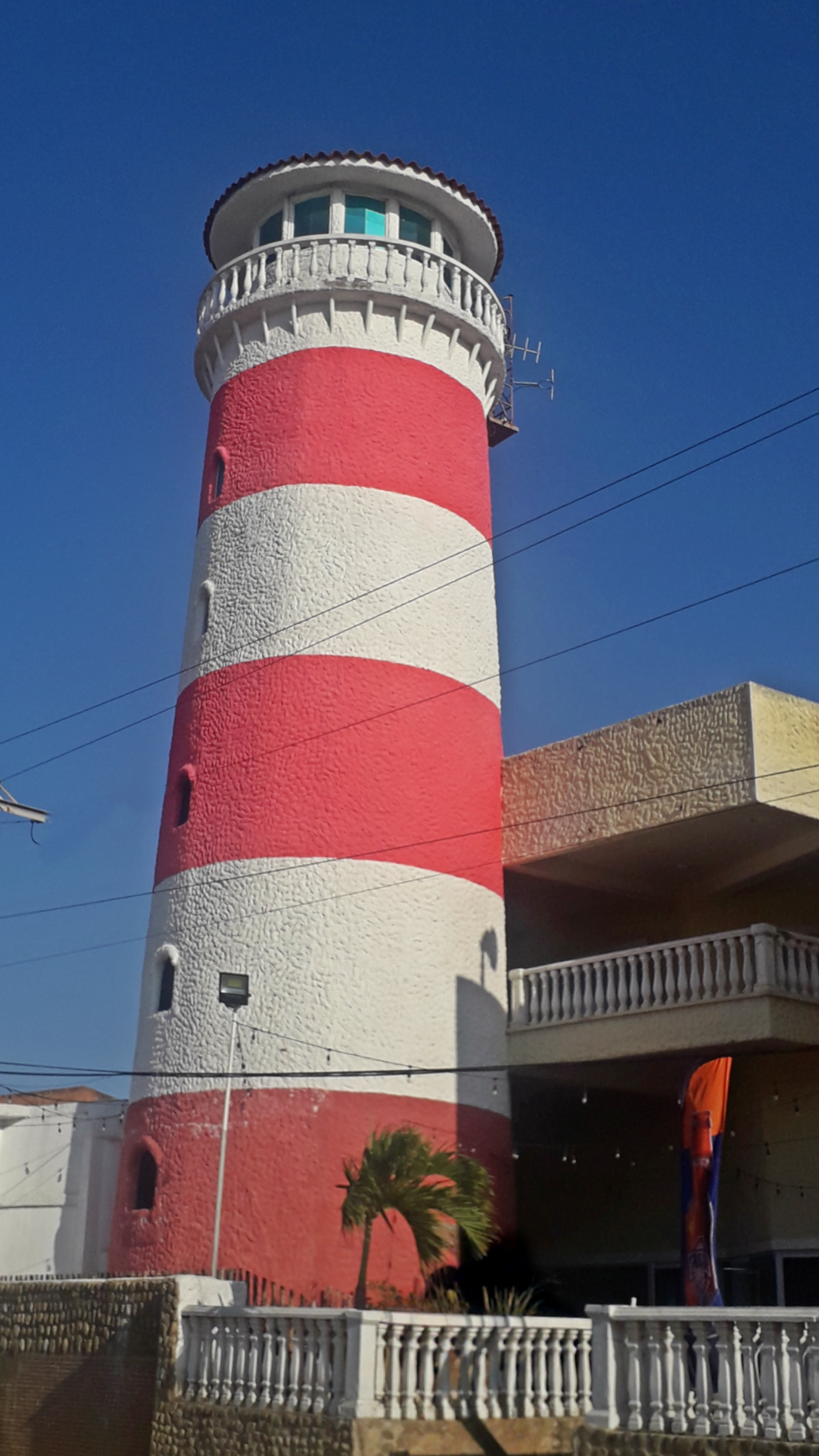
Faro de Puerto Píritu en 2024.

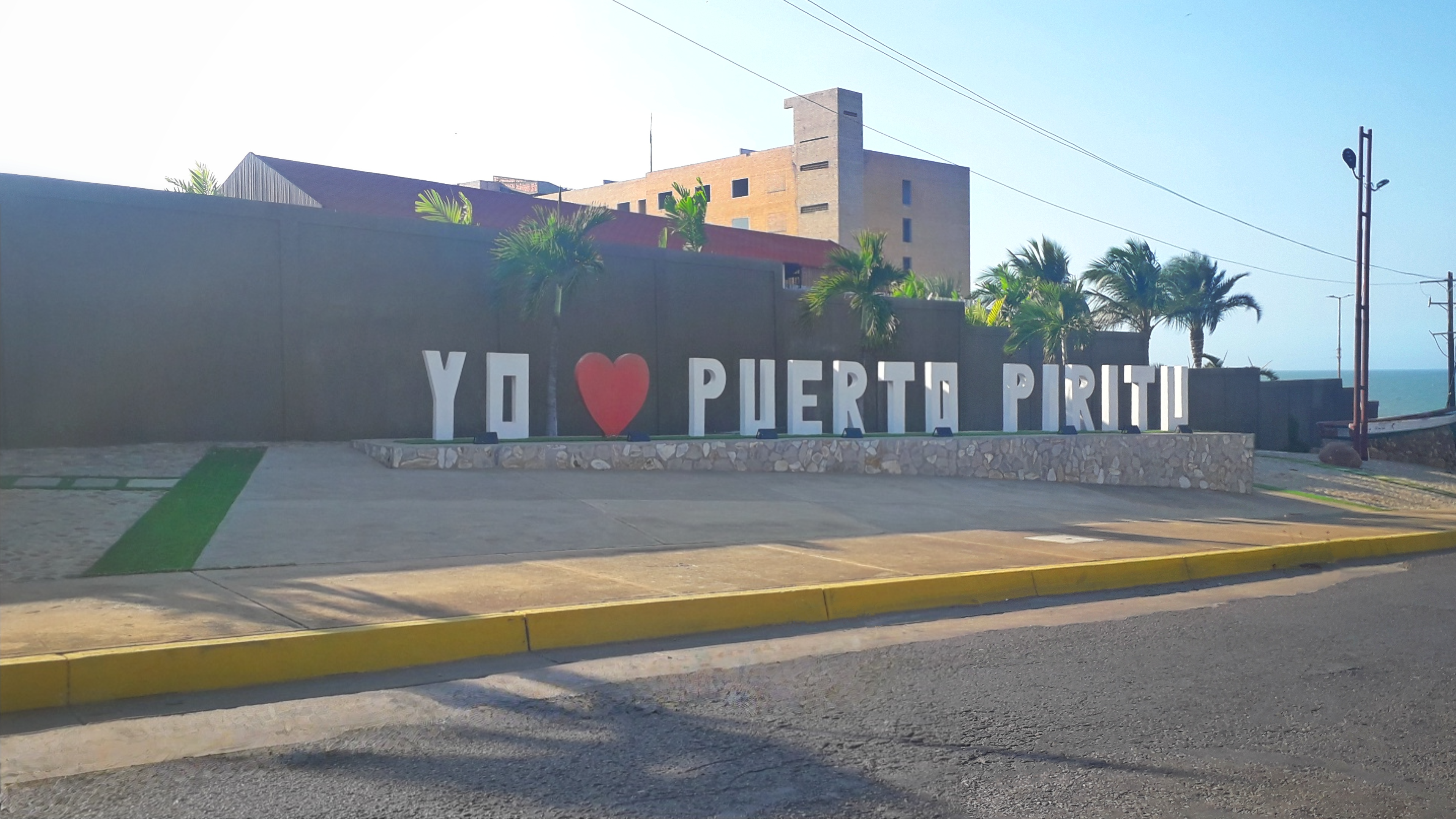
Foto de el sitio de interés Yo Amo Puerto Píritu.

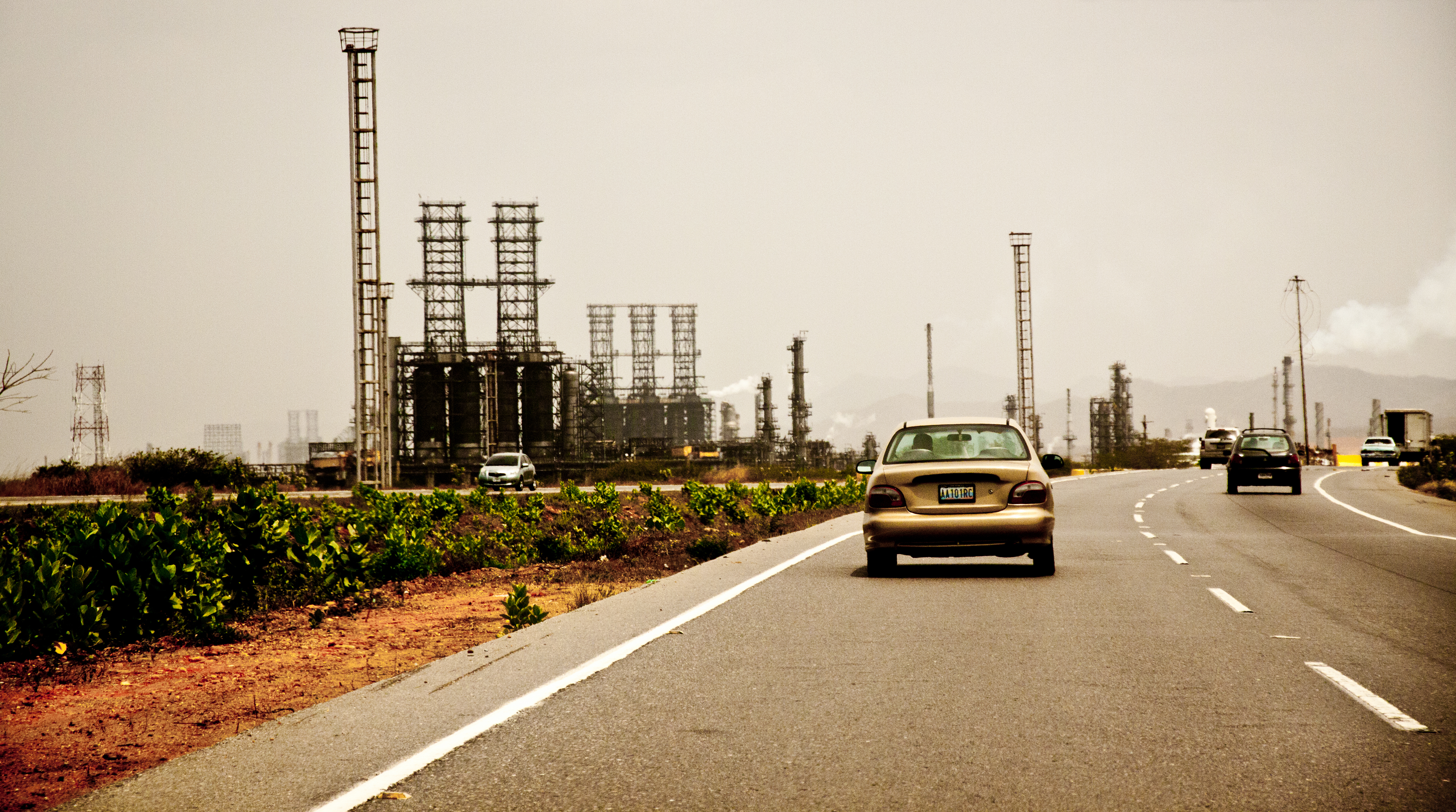
Foto del Complejo Industrial José Antonio Anzoátegui - Visto desde la vía Puerto Píritu-Barcelona (Troncal 9) en dirección Este (Sentido Barcelona).

Puerto Píritu es una ciudad venezolana, capital del municipio Fernando de Peñalver, ubicada al oeste del Estado Anzoátegui, hace junto a la población de Píritu y los poblados y caseríos de ese municipio, la conurbación urbana más importante del oeste del estado. Se encuentra a 46 km del centro de Barcelona, la capital del Estado, a una altura que varía desde los 2 m s. n. m. en la costa de Puerto Píritu hasta los 44 m s. n. m. en el sector La Fragua, en la costa central de Anzoátegui. Posee una población de 71 271 habitantes, que unida a las poblaciones de Píritu, Pueblo Viejo y El Tejar, llega a 105 000 habitantes en el año 2016.
La actual Puerto Píritu fue fundada en 1513 como El Manglar, todavía conserva edificaciones coloniales en el centro de la ciudad. El turismo, la pesca y el comercio son las principales fuentes de ingresos de Puerto Píritu.
Puerto Píritu es una zona turística por excelencia. Al igual que las otras ciudades, es una de las ciudades más importantes del Estado Anzoátegui después de Barcelona, Puerto La Cruz, Lechería, El Tigre, Anaco y Cantaura, debido a las excepcionales condiciones geográficas de que dispone entre las que destacan playas y lagunas. Esta región se caracteriza por tener una escasa vegetación en contraste con amplias zonas de playas que son frecuentadas principalmente por visitantes nacionales.
Puerto Píritu y Píritu son dos municipios independientes, donde existen 2 alcaldes para cada uno de ellos, en los actuales momentos no hay disputas territoriales más que los límites de cada municipio. No se ha planteado hacer un solo municipio hasta ahora.

## Historia

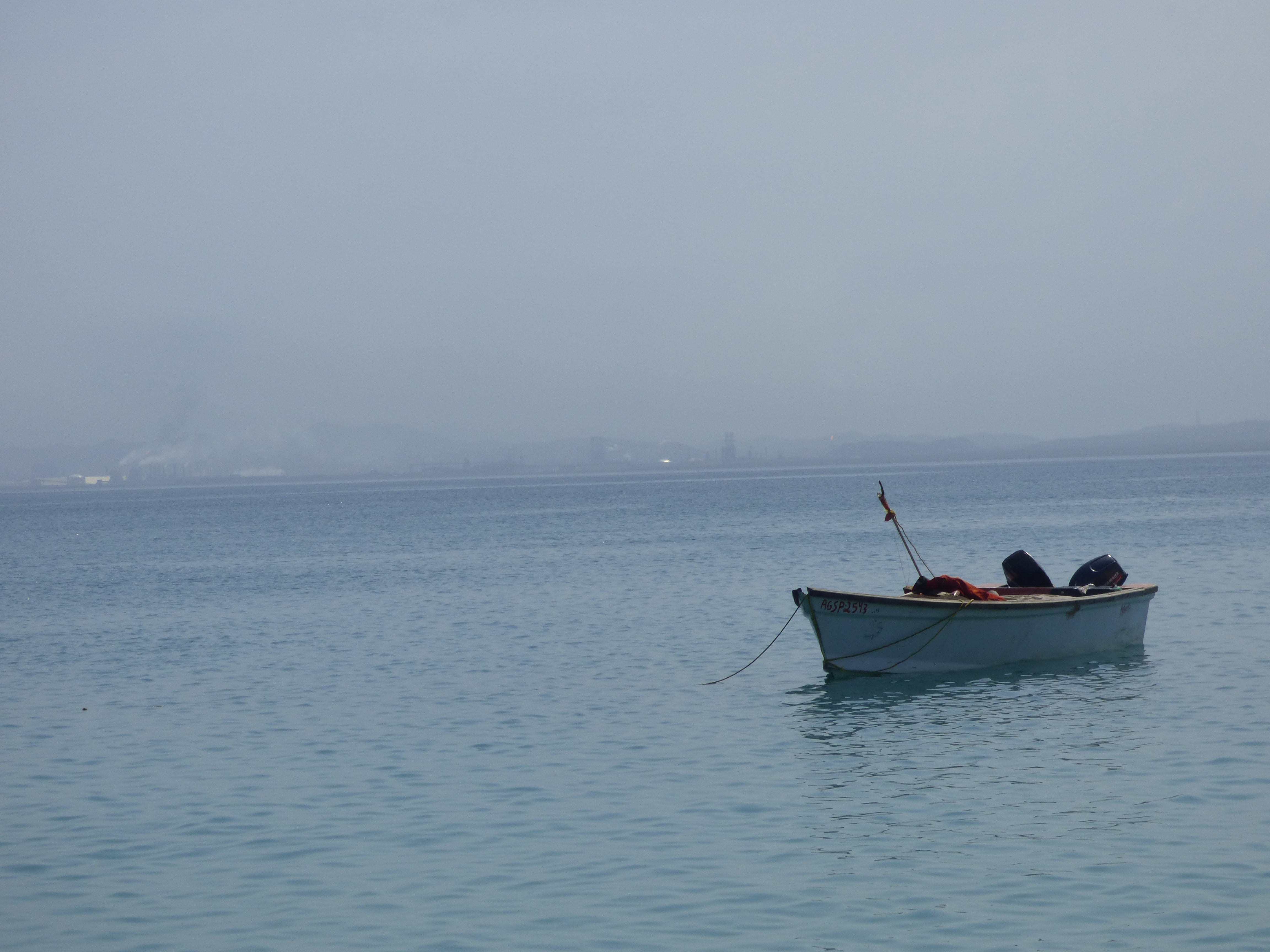
Playa de Puerto Píritu

La actual Puerto Píritu fue fundada en 1513 como El Manglar, aunque fue abandonada al poco tiempo, al fundarse su vecina Píritu en 1566. Los capuchinos intentaron establecerse varias veces en la zona durante 1569 y 1623, fracasando varias veces. Con la llegada en 1652 de los misioneros franciscanos a la zona, la misma fue el punto de entrada y partida de la colonización evangelizadora y pobladora del actual Estado Anzoátegui durante los siglos XVII y XVIII. Puerto Píritu inició su historia con identidad propia a mediados del siglo XIX. Gracias a muchas familias margariteñas, ese pueblo se convirtió en el gran puerto comercial de salida de los productos de los llanos guariqueños y de la cuenca del río Unare al punto tal que ya para 1928 era capital de distrito como lo es en la actualidad del Municipio Peñalver. 
Hoy Puerto Píritu es una ciudad progresista por ser una potencial zona residencial y turística.
El 14 de junio de 2014 se inauguró el Grupo Scout Unare de Puerto Píritu, ubicado en el Infocentro del paseo de los Pescadores. Esta iniciativa de llevar el Escultismo a Puerto Píritu fue de la Familia Noriega; ya son más de 50 los integrantes registrados formalmente.
Actualmente Puerto Píritu ha crecido por medio de la nueva autopista Gran Mariscal de Ayacucho y las nuevas urbanizaciones en el sector Las Isletas (Complejo Urbanístico Las Isletas); la crisis nacional ha afectado enormemente al progreso económico de la localidad y afectado el sector turístico significativamente.

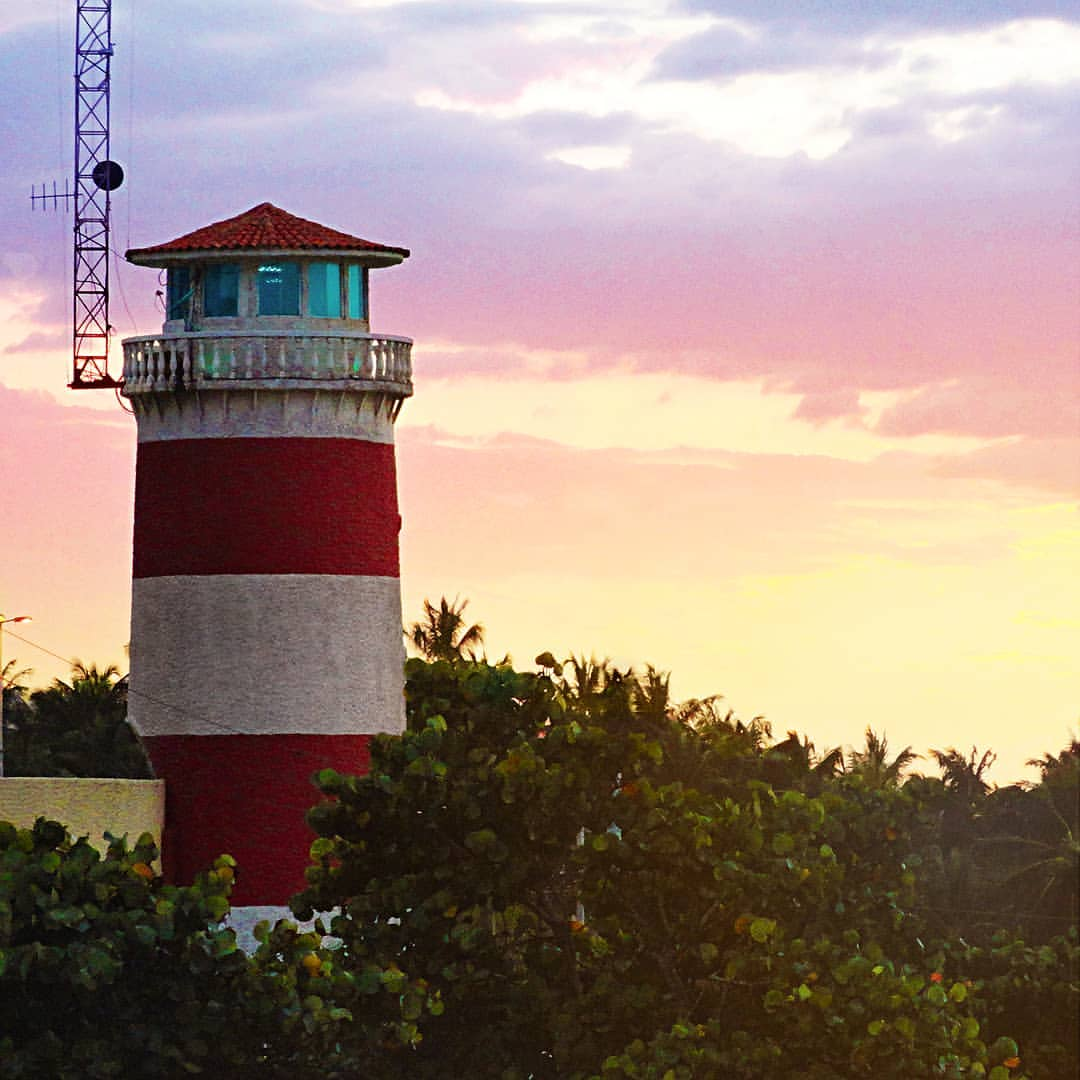
Faro de Puerto Píritu

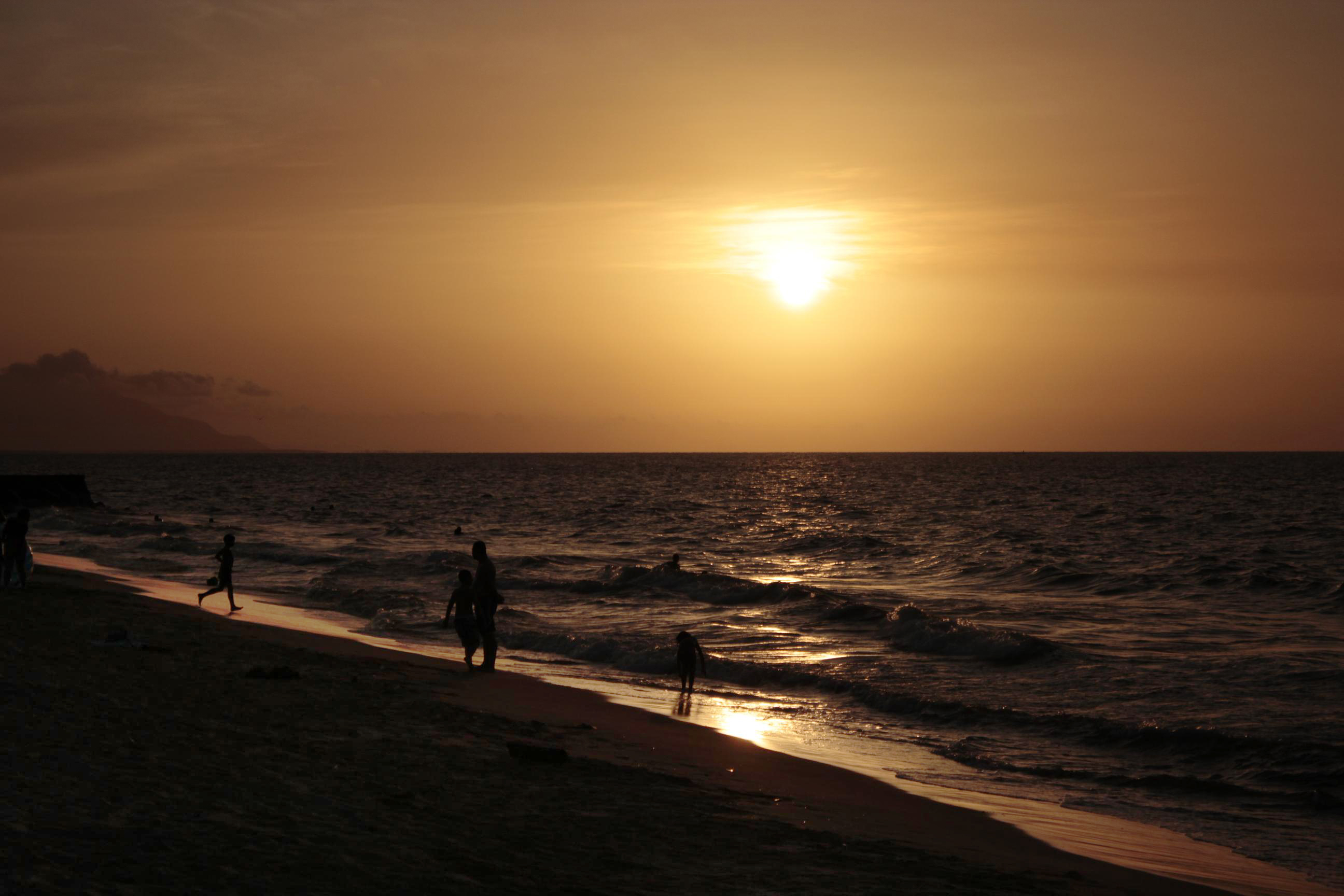
Atardecer de Puerto Piritu

## En los medios
Puerto Píritu fue usado como referencia en la telenovela de RCTV "Mi Gorda Bella" durante su transmisión en 2003, cuando por exigencias del libreto realizaron un viaje allí los personajes de Chiquinquirá Lorenz (Norkys Batista) y Franklin Carreño (Jerónimo Gil).
También se cuenta con diversos medios de comunicación en radio y televisión.

## Lugares de interés

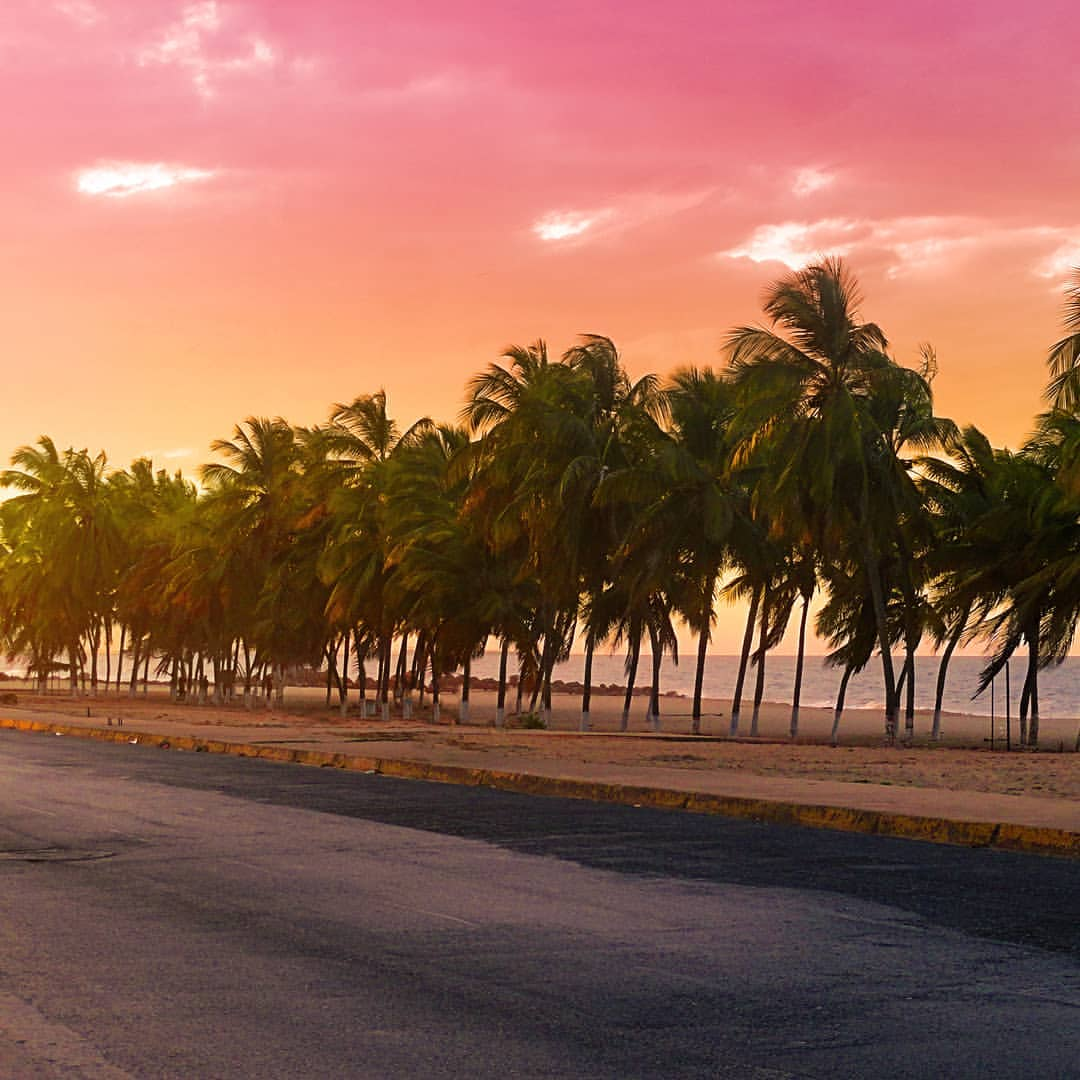
Atardecer en la playa Puerto Píritu

- Playa de Puerto Píritu: es una atracción turística del Puerto Píritu, donde se puede disfrutar de las aguas del mar Caribe. Numerosas familias vienen a visitarla, y muchas se han quedado a vivir en esta ciudad.

- El Faro: cuenta con variadas tiendas. Considerado unos de los iconos que representan esta población.

- Laguna de Puerto Píritu: los lugareños practican la pesca en sus aguas y en sus adyacencias se encuentra el Mercado Municipal y un muelle de embarcaciones que viajan a las conocidas Isletas de Puerto Píritu.

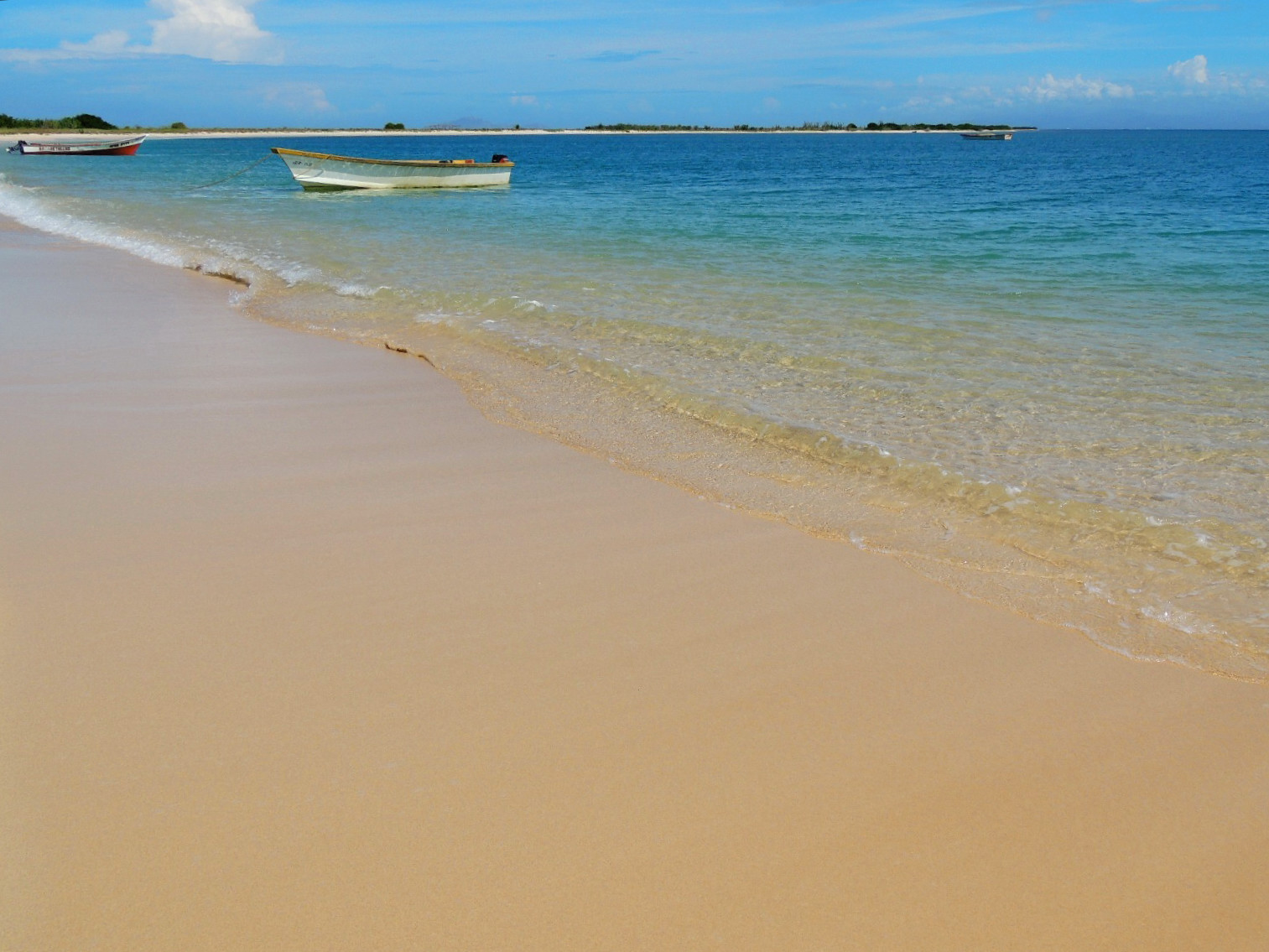
Las Isletas

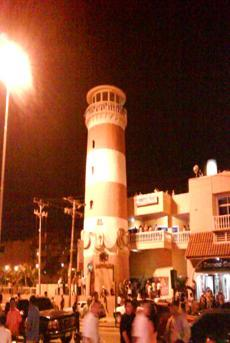
Faro de Puerto Píritu de noche.

- Isletas de Puerto Píritu: esta forma parte de las islas del Estado y se encuentran al norte de la Ciudad. Son 2 islas denominadas Píritu Adentro y Píritu Afuera. Poseen lindas playas cristalinas y un pozo de azufre que el turista podrá disfrutar y un faro ubicado al final de las islas, desde cuya altura se puede apreciar toda la isla. Las embarcaciones que transitan directo a las Isletas se abordan en la Laguna de Puerto Píritu.

- Complejo Petroquímico José Antonio Anzoátegui: es la refinería más importante del estado. Se encuentra entre Píritu y Barcelona, donde se producen destilados de petróleo de alto valor comercial y coque, un derivado del petróleo.

- Avenida Fernando de Peñalver: es la principal avenida de la ciudad, comunica el centro de la ciudad con el pueblo de Píritu y otras poblaciones como Pueblo Viejo. En ella se ubica el Hospital Tipo I Pedro Gómez Rolingson, el IUTEPAL, colegios, supermercados, hoteles y diversos comercios. Inicia en el Puente de Piedra de Píritu y finaliza en el Casco Central de Puerto Píritu.

- Avenida Laguna Azul: conocida como la Principal del Tejar, es la avenida con más comercios y la más transitada de la zona, por ser la única que recorre ambas poblaciones de este a oeste. En ella se ubica el Terminal de Pasajeros, la Plaza del Estudiante y una gran variedad de carnicerías y abastos. Inicia en la Carretera Troncal 9, a la altura del arco del Tejar y finaliza en el Puente de Piedra.

- Avenida Francisco de Miranda: tiene como Boulevard Fernández Padilla, a la altura de Puerto Píritu. En ella se ubican hoteles, discotecas y restaurantes. En su parte más baja se ubica el Mercado Municipal y en su parte más alta el Liceo Naval. Inicia en el embarcadero de las Isletas y finaliza en el Sector Santa Rosa.

## Clima
El clima de Puerto Píritu es caluroso, con temperaturas ascienden los 30 °C durante el día y pueden descender hasta 20 y 18 °C durante la noche.
| Parámetros climáticos promedio de Puerto Píritu, Venezuela    | Parámetros climáticos promedio de Puerto Píritu, Venezuela | Parámetros climáticos promedio de Puerto Píritu, Venezuela | Parámetros climáticos promedio de Puerto Píritu, Venezuela | Parámetros climáticos promedio de Puerto Píritu, Venezuela | Parámetros climáticos promedio de Puerto Píritu, Venezuela | Parámetros climáticos promedio de Puerto Píritu, Venezuela | Parámetros climáticos promedio de Puerto Píritu, Venezuela | Parámetros climáticos promedio de Puerto Píritu, Venezuela | Parámetros climáticos promedio de Puerto Píritu, Venezuela | Parámetros climáticos promedio de Puerto Píritu, Venezuela | Parámetros climáticos promedio de Puerto Píritu, Venezuela | Parámetros climáticos promedio de Puerto Píritu, Venezuela | Parámetros climáticos promedio de Puerto Píritu, Venezuela |
| Mes                                                           | Ene.                                                       | Feb.                                                       | Mar.                                                       | Abr.                                                       | May.                                                       | Jun.                                                       | Jul.                                                       | Ago.                                                       | Sep.                                                       | Oct.                                                       | Nov.                                                       | Dic.                                                       | Anual                                                      |
| ------------------------------------------------------------- | ---------------------------------------------------------- | ---------------------------------------------------------- | ---------------------------------------------------------- | ---------------------------------------------------------- | ---------------------------------------------------------- | ---------------------------------------------------------- | ---------------------------------------------------------- | ---------------------------------------------------------- | ---------------------------------------------------------- | ---------------------------------------------------------- | ---------------------------------------------------------- | ---------------------------------------------------------- | ---------------------------------------------------------- |
| Temp. máx. media (°C)                                         | 29.0                                                       | 28.7                                                       | 30.5                                                       | 32.2                                                       | 32.8                                                       | 31.7                                                       | 31.7                                                       | 30.1                                                       | 33.0                                                       | 29.4                                                       | 34.0                                                       | 34.0                                                       | 35.0                                                       |
| Temp. mín. media (°C)                                         | 17.2                                                       | 17.0                                                       | 18.5                                                       | 18.9                                                       | 22.0                                                       | 22.8                                                       | 16.2                                                       | 20.5                                                       | 21.1                                                       | 15.0                                                       | 16.5                                                       | 15.1                                                       | 22.1                                                       |
| Precipitación total (mm)                                      | 7.6                                                        | 2.5                                                        | 2.5                                                        | 7.6                                                        | 48.3                                                       | 104.1                                                      | 119.4                                                      | 121.9                                                      | 83.8                                                       | 58.4                                                       | 43.2                                                       | 22.9                                                       | 622.3                                                      |
| Fuente: [The Weather Channel Interactive, Inc.] marzo de 2009 |                                                            |                                                            |                                                            |                                                            |                                                            |                                                            |                                                            |                                                            |                                                            |                                                            |                                                            |                                                            |                                                            |

La altitud de la ciudad es de 8 m s. n. m.
La ciudad se ubica en una latitud de 10º03'43" N y una longitud de 65º02'42" O.

## Universidades
- Públicas

UNEFA
- Privadas

IUTA
IUTEPAL

## Colegios
- Bolivarianos

U.E.N. Bicentenario 5 de julio de 1811 (Las Isletas)
Liceo Naval GD José Antonio Anzoátegui
U.E.N. José Francisco Laya
U.E. Pedro Rolingson Herrera (Píritu)
U.E. Colegio Cecilio Acosta
- Privados

U.E.P. Colegio Can-Tim (El Tejar)
U.E.P. Instituto Educacional Puerto Píritu
U.E.P. Santa Rosalía de Palermo
U.E.P. Cristo de José
U.E.P. Batalla de Santa Inés
U.E.P. General Matías Alfaro
U.E.P. Madre Candelaria de San José (El Tejar)
- Escuelas Públicas

U.E. Pedro Celestino Muñoz (Píritu)
U.E. Cayaurima
U.E. Francisco Fajardo (El Tejar)
U.E. Ezequiel Zamora
U.E.B. Vista al Mar

## Transporte
- Transporte: tiene actualmente varias líneas de carros que recorren toda la ciudad y la comunican con otros poblados. Son 7 líneas: 4 recorren la ruta Boulevard - Los Cocales hasta las Isletas o la Urb. Abogados y las otras 2 líneas son del Tejar hasta Campo Lindo, depende del color del casco, algunos se van a Los Olivos y el otro a Campo Lindo 3. También en la Ciudad se encuentra el terminal de pasajeros ubicado en la avenida Laguna Azul de Píritu, del que parten carros o autobuses que salen a Barcelona, Clarines, Valle de Guanape, Boca de Uchire, Onoto, Zaraza, Caracas y Autobuses Nacionales como expreso Occidente o lo llanos que salen a Maracaibo, Valencia, Barquisimeto y Valera.
- Vías de acceso: la carretera se encuentra aproximadamente a tres horas y media de Caracas, a 15 minutos de Clarines, 45 minutos de Boca de Uchire y por la autopista a 25 minutos de la ciudad de Barcelona.

## Ciudades hermanas
- Barcelona
- Puerto La Cruz
- Lechería
- Higuerote
- Clarines

## Política y gobierno
Alcaldes
| Período     | Alcalde                 | Partido Político/ Alianza | % de votos | Notas                                                                           |
| ----------- | ----------------------- | ------------------------- | ---------- | ------------------------------------------------------------------------------- |
| 1996 - 2000 | Francisco José González | AD                        | 31,46      | Segundo alcalde bajo elecciones directas                                        |
| 2000 - 2004 | Francisco José González | AD                        | 37,25      | Reelecto                                                                        |
| 2004 - 2008 | Francisco José González | AD                        | 48,14      | Reelecto                                                                        |
| 2008 - 2011 | Axel Rodríguez          | PSUV                      | 35,12      | Tercer alcalde bajo elecciones directas (destituido de su cargo por corrupción) |
| 2011 - 2013 | Antonio Brasiccott      | AD                        | 35,12      | (alcalde Interino tras la destitución del alcalde Axel Rodríguez)               |
| 2013 - 2017 | Jhonny Gagarin Dib      | PSUV                      | 54,35      | Cuarto alcalde bajo elecciones directas                                         |
| 2017- 2021  | Jhonny Gagarin Dib      | PSUV                      | 45,43      | Reelecto                                                                        |
| 2021 - 2025 | Carlos Marcano          | Alianza Democrática       | 48,59      | Quinto alcalde bajo elecciones directas                                         |
| 2025 - 2029 | Jannette Calista        | PSUV                      | --         | Sexto alcalde bajo elecciones directas                                          |